# Procambridgea monteithi
Procambridgea monteithi är en spindelart som beskrevs av Davies 200. Procambridgea monteithi ingår i släktet Procambridgea och familjen Stiphidiidae.
Artens utbredningsområde är New South Wales. Inga underarter finns listade i Catalogue of Life.